# Carlo Miranda
Carlo Miranda  (Nápoles, 15 de agosto de 1912 — Nápoles, 28 de maio de 1982) foi um matemático italiano.

## Obras
- Opere scelte, UMI
- Partial Differential equations of elliptic type, Springer 1970